# Bulgaarse parlementsverkiezingen 1976

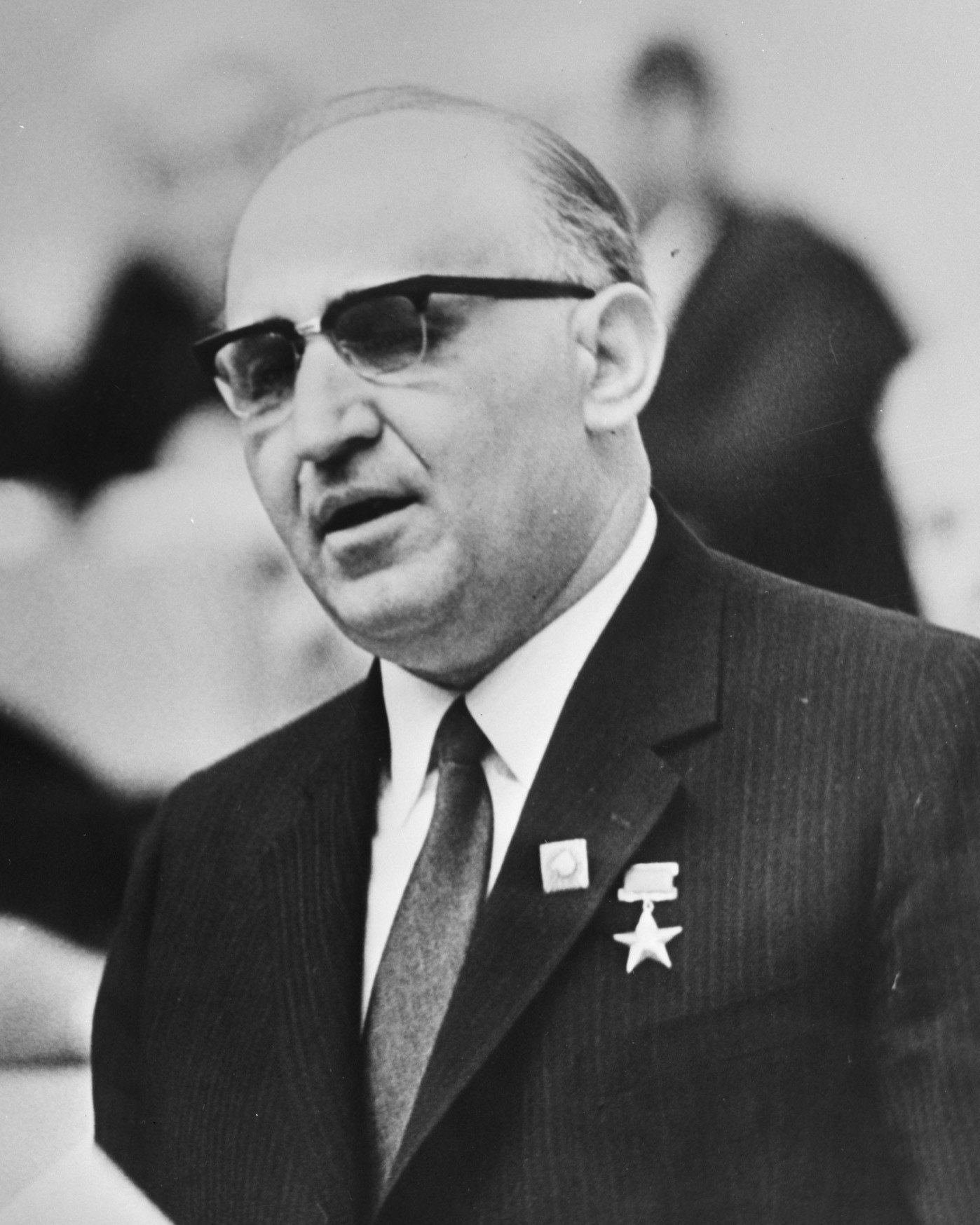
Todor Zjivkov (1911-1998), leider van Bulgarije sinds 1954

De Bulgaarse parlementsverkiezingen van 1976 waren op basis van een eenheidslijst van het door de communisten gedomineerde Vaderlands Front en vonden plaats op 30 mei 1976. Het Vaderlands Front kreeg 99,99% van de stemmen, een tiende meer dan bij de verkiezingen vijf jaar eerder.

## Uitslag
| Coalitie                        | Partij                              | Stemmen   | %       | Zetels    |
| ------------------------------- | ----------------------------------- | --------- | ------- | --------- |
| Vaderlands Front                | Communistische Partij van Bulgarije | 6.369.762 | 99,99%  | 272 / 400 |
| Vaderlands Front                | Bulgaarse Agrarische Nationale Unie | 6.369.762 | 99,99%  | 100 / 400 |
| Vaderlands Front                | Onafhankelijke kandidaten           | 6.369.762 | 99,99%  | 28 / 400  |
| Tegen                           | Tegen                               | 780       | 0,01%   | 0 / 400   |
| Totaal                          | Totaal                              | 6.370.542 | 100,00% | 400       |
|                                 |                                     |           |         |           |
| Geldige stemmen                 | Geldige stemmen                     | 6.370.542 | 99,93%  |           |
| Blanco/ ongeldige stemmen       | Blanco/ ongeldige stemmen           | 4.461     | 0,07%   |           |
| Totaal uitgebrachte stemmen     | Totaal uitgebrachte stemmen         | 6.375.003 | 100,00% |           |
| Geregistreerde kiezers/ opkomst | Geregistreerde kiezers/ opkomst     | 6.379.348 | 99,93%  |           |
| Bron: Nohlen & Stöver, IPU      |                                     |           |         |           |